# Evapia jezici
Evapia jezici, poskupina transnovogvinejskih jezika koja čini dio šire skupine rai coast. Obuhvaća 5 jezika iz Papue Nove Gvineje, provincija Madang: asas [asd], 330 (Wurm and Hattori 1981); dumpu [wtf], 510 (2003 SIL); kesawai [xes], 770 (2003 SIL); sausi ili uya, [ssj] 1.450 (2003 SIL); sinsauru ili kow [snz], 500 (2003 SIL).

## Vanjske poveznice
- Ethnologue (14th)
- Ethnologue (15th)